# Полонез Огинского (фильм)
Полонез Огинского — советский фильм режиссёра Льва Голуба, снятый на киностудии Беларусьфильм в 1971 году.

## Сюжет
История о маленьком скрипаче, ставшем сиротой в первый день войны. Скитаясь по деревням западной Белоруссии в поисках пропитания, он попадает в партизанский отряд. Отвлекая солдат фашистского пикета игрой на скрипке, юный Василий обеспечивает прикрытие сапёрной группе, минирующей железнодорожный мост. На следующую операцию по подрыву военного эшелона отправляется уже сам Вася вместе с Максимом — одним из партизан отряда. После удачного взрыва составов Максима арестовывает немецкий патруль. Васе в последний момент удаётся спрятаться в костёле. Органист костела Франек прячет Васю от вошедшего в храм патруля, а впоследствии помогает ему освободить Максима…
Спустя несколько лет после окончания войны, на фестивале молодых исполнителей в Варшаве, Василий встречает Франека…

## В ролях
| Актёр            | Роль                                             |
| ---------------- | ------------------------------------------------ |
| Илья Цуккер      | Василёк                                          |
| Геннадий Гарбук  | Григорий Иванович, командир партизанского отряда |
| Павел Кормунин   | начальник штаба                                  |
| Геннадий Юхтин   | Максим, партизан-подрывник                       |
| Пётр Павловский  | Франек, органист костёла                         |
| Олев Эскола      | Кунц                                             |
| Ольгерт Шалконис | Гельмут                                          |
| Феликс Эйнас     | немец с губной гармошкой                         |
| Игорь Варпа      | полицай                                          |
| Галина Макарова  | эпизод                                           |
| Леонид Крюк      | эпизод                                           |

## Съёмочная группа
- Автор сценария: Кастусь (Константин) Губаревич
- Режиссёр-постановщик: Лев Голуб
- Оператор-постановщик: Григорий Масальский
- Композитор: Генрих Вагнер
- Художник-постановщик: Вячеслав Кубарев

## Награды
- Главный приз ЦК ВЛКСМ «Алая гвоздика» «за создание фильма, способствующего решению проблемы героико-патриотического воспитания детей и молодежи» на ВКФ детских фильмов (Москва, 1971)
- III МКФ фильмов для детей [в рамках VII Московского МКФ] (1971):
  - Приз Министерства просвещения СССР «За лучший фильм для детей»
  - Приз-сюрприз [жёлтый мяч с автографами Льва Яшина и других известнейших футболистов] детского жюри «За лучшее исполнение детской роли» — Илье Цуккеру.
- Государственная премия Белорусской ССР 1972 года в области кинематографии:
  - К. Губаревичу
  - Л. Голубу — за фильмы «Девочка ищет отца», «Анютина дорога», «Полонез Огинского»
  - Г. Масальскому — за фильм «Полонез Огинского»